# Handball-Gauliga Hessen
Die Handball-Gauliga Hessen (ab 1939: Handball-Bereichsklasse Hessen) war eine der obersten deutschen Feldhandball-Ligen in der Zeit des Nationalsozialismus. Sie bestand von 1933 bis 1941.

## Geschichte
Vorgänger der Handball-Gauliga Hessen waren einerseits die Westdeutsche Feldhandball-Meisterschaft, welche vom Westdeutschen Spiel-Verband (WSV) ausgetragen wurde und die vom Süddeutschen Fußball- und Leichtathletik-Verband (SFuLV) ausgetragene Süddeutsche Feldhandball-Meisterschaft. Dessen Sieger sich qualifizierten sich für die von der Deutsche Sportbehörde für Leichtathletik organisierte Deutsche Feldhandballmeisterschaft. Im Zuge der Gleichschaltung wurden die bestehenden regionalen Feldhandball-Verbände in Deutschland wenige Monate nach der Machtübernahme der Nationalsozialisten im Jahre 1933 aufgelöst. An deren Stelle traten anfangs 16 Handball-Gauligen, deren Sieger sich für die nun vom Nationalsozialistischen Reichsbund für Leibesübungen organisierte Deutsche Feldhandballmeisterschaft qualifizierten. Das Verbandsgebiet des WSV und des SFuLV wurde dabei aufgeteilt, Vereine aus dem nördlichen Hessen (Gebiet um Fulda, Hanau und Kassel) spielten fortan in der Gauliga Hessen.
Die Feldhandball-Gauliga Hessen startete 1933 mit zwei Staffeln. Zur kommenden Spielzeit wurde der Spielbetrieb auf eine Gruppe mit zehn Teilnehmern verkleinert. Kriegsbedingt gab es in der Spielzeit 1939/40 erneut zwei Staffeln. Insgesamt sechs Mannschaften konnten die Gaumeisterschaft im Verlauf des Bestehens gewinnen, wobei es nur dem TV Wetzlar und dem TSV Bettenhausen gelang, diese mehr als einmal zu gewinnen. Bei den Deutschen Feldhandballmeisterschaften waren die Vertreter Hessens jedoch chancenlos und schieden regelmäßig in den ersten Runden aus.
1941 wurde der Sportbereich Hessen kriegsbedingt aufgelöst und die Vereine den neuen, kleineren Gauligen Kurhessen und Hessen-Nassau zugeteilt.

## Meister der Handball-Gauliga Hessen 1934–1941
| Saison  | Meister Gauliga Hessen  | Abschneiden deutsche Meisterschaft | Deutscher Meister     |
| ------- | ----------------------- | ---------------------------------- | --------------------- |
| 1933/34 | TV Wetzlar              | Vorrunde                           | Polizei SV Darmstadt  |
| 1934/35 | CT 1844 Kassel          | Gruppenvierter Gruppe 2            | Polizei SV Magdeburg  |
| 1935/36 | SV Kurhessen Kassel     | Gruppenvierter Gruppe 4            | MSV Hindenburg Minden |
| 1936/37 | TuSpo Bettenhausen      | Gruppenvierter Gruppe 1            | MTSA Leipzig          |
| 1937/38 | TV Wetzlar              | Gruppenvierter Gruppe 2            | MTSA Leipzig          |
| 1938/39 | SS Arolsen              | Gruppendritter Gruppe 3            | MTSA Leipzig          |
| 1939/40 | TSV Bettenhausen        | Vorrunde                           | Lintforter SpV        |
| 1940/41 | TSV Wilhelmshöhe Kassel | Vorrunde                           | SV Polizei Hamburg    |

## Rekordmeister
Rekordmeister der Gauliga Hessen sind der TV Wetzlar und der TSV Bettenhausen, die die Meisterschaft insgesamt jeweils zwei Mal gewinnen konnte.
|  | Verein                                | Titel | Jahr       |
|  | ------------------------------------- | ----- | ---------- |
|  | TV Wetzlar                            | 2     | 1934, 1938 |
|  | TuSpo Bettenhausen / TSV Bettenhausen | 2     | 1937, 1940 |
|  | CT 1844 Kassel                        | 1     | 1935       |
|  | SV Kurhessen Kassel                   | 1     | 1936       |
|  | SS Arolsen                            | 1     | 1939       |
|  | TSV Wilhelmshöhe Kassel               | 1     | 1941       |

## Tabellen

### 1933/34
Der Spielbetrieb fand in zwei Staffeln statt, die Sieger traten im Finale um die Gaumeisterschaft an.
Staffel Nord
| Pl. | Verein                     | Sp. | Tore    | Punkte |
| --- | -------------------------- | --- | ------- | ------ |
| 1.  | TuSpo 86/09 Kassel         | 13  | 091:700 | 18–80  |
| 2.  | CT 1844 Kassel             | 14  | 119:900 | 18–10  |
| 3.  | Kurhessen Kassel           | 14  | 149:920 | 17–11  |
| 4.  | TV 1861 Eschwege           | 14  | 089:700 | 17–11  |
| 5.  | TuRa Kassel                | 14  | 075:690 | 16–12  |
| 6.  | SC 06 Kassel               | 13  | 087:950 | 14–12  |
| 7.  | VfB Marburg                | 14  | 069:114 | 10–18  |
| 8.  | TuSpo Henschelwerke Kassel | 14  | 035:112 | 00–28  |

Staffel Süd
| Pl. | Verein              | Sp. | Tore  | Punkte |
| --- | ------------------- | --- | ----- | ------ |
| 1.  | TV Wetzlar          | 6   | 34:23 | 9–3    |
| 2.  | TV Hachenburg       | 6   | 23:27 | 7–5    |
| 3.  | SpVgg 1900 Gießen   | 5   | 20:19 | 6–4    |
| 4.  | Turnerschaft Gießen | 5   | 17:27 | 0–10   |

Finale
Da beide Staffelsieger jeweils ein Spiel gewannen und eine Addition der Ergebnisse nicht vorgesehen war, kam es am 15. April 1934 zu einem Entscheidungsspiel in Gießen.
|                                         | Gesamt |                                | Hinspiel | Rückspiel | 3. Spiel |
| --------------------------------------- | ------ | ------------------------------ | -------- | --------- | -------- |
| TuSpo 86/09 Kassel (Staffelsieger Nord) | 16:23  | TV Wetzlar (Staffelsieger Süd) | 8:6      | 3:7       | 5:10     |

### 1934/35
| Pl. | Verein              | Sp.           |               | Punkte        |
| --- | ------------------- | ------------- | ------------- | ------------- |
| 1.  | CT 1844 Kassel      | 16            | 136:88        | 26–60         |
| 2.  | TuSpo 86/09 Kassel  | 16            | 139:92        | 24–80         |
| 3.  | TuSpo Bettenhausen  | 15            | 099:103       | 18–12         |
| 4.  | SV Kurhessen Kassel | 16            | 107:103       | 15–17         |
| 5.  | TV Kirchbauna       | 16            | 122:116       | 14–18         |
| 6.  | TV Wetzlar (M)      | 15            | 100:114       | 13–17         |
| 7.  | TV 1861 Eschwege    | 15            | 098:120       | 12–20         |
| 8.  | SpVgg 1900 Gießen   | 16            | 078:120       | 12–20         |
| 9.  | VfL TuRa Kassel     | 14            | 058:910       | 06–22         |
| 10. | CSC 03 Kassel       | zurückgezogen | zurückgezogen | zurückgezogen |

| Legende |                                                           |
|         | Qualifikation Deutsche Feldhandball-Meisterschaft 1934/35 |
|         | Absteiger                                                 |
| (M)     | Titelverteidiger                                          |

### 1935/36
| Pl. | Verein                    | Sp. | Tore    | Punkte |
| --- | ------------------------- | --- | ------- | ------ |
| 1.  | SV Kurhessen Kassel       | 16  | 171:105 | 30–20  |
| 2.  | CT 1844 Kassel (M)        | 16  | 142:900 | 27–50  |
| 3.  | SpVgg 1900 Gießen         | 16  | 161:109 | 19–13  |
| 4.  | Spielverein 06 Kassel (N) | 16  | 127:116 | 17–15  |
| 5.  | TV Kirchbauna             | 16  | 121:136 | 15–17  |
| 6.  | TuSpo Bettenhausen        | 16  | 102:123 | 12–20  |
| 7.  | VfB Kurhessen Marburg (N) | 16  | 109:161 | 11–21  |
| 8.  | TuSpo 86/09 Kassel        | 16  | 104:171 | 08–24  |
| 9.  | TV 1861 Eschwege          | 16  | 109:135 | 05–27  |

| Legende |                                                           |
|         | Qualifikation Deutsche Feldhandball-Meisterschaft 1935/36 |
|         | Absteiger                                                 |
| (M)     | Titelverteidiger                                          |
| (N)     | Aufsteiger                                                |

### 1936/37
Die Abschlusstabelle ist nur teilweise überliefert. Folgende Mannschaften nahmen teil:
| Pl. | Verein                  | Sp.           | Tore          | Punkte        |
| --- | ----------------------- | ------------- | ------------- | ------------- |
| 1.  | TuSpo Bettenhausen      | 14            | 106:770       | 22–60         |
| 2.  | CT 1844 Kassel          | 13            | 101:730       | 18–80         |
| 3.  | SV Kurhessen Kassel (M) | 14            | 127:110       | 16–12         |
| 4.  | Spielverein 06 Kassel   | 12            | 110:980       | 12–12         |
| 5.  | TV Wetzlar (N)          | 12            | 067:750       | 10–14         |
| 6.  | TV Jahn Gensungen (N)   | 13            | 083:102       | 10–19         |
| 7.  | TV Kirchbauna           | 13            | 077:102       | 10–16         |
| 8.  | TuSpo 86/09 Kassel      | 11            | 059:106       | 04–18         |
| 9.  | VfB Kurhessen Marburg   |               |               |               |
| 10. | SpVgg 1900 Gießen       | zurückgezogen | zurückgezogen | zurückgezogen |

| Legende |                                                           |
|         | Qualifikation Deutsche Feldhandball-Meisterschaft 1936/37 |
|         | Absteiger                                                 |
| (M)     | Titelverteidiger                                          |
| (N)     | Aufsteiger                                                |

### 1937/38
| Pl. | Verein                       | Sp. | Tore    | Punkte |
| --- | ---------------------------- | --- | ------- | ------ |
| 1.  | TV Wetzlar                   | 17  | 149:105 | 25–90  |
| 2.  | CT 1844 Kassel (M)           | 17  | 151:125 | 21–13  |
| 3.  | TuSpo Bettenhausen           | 18  | 135:133 | 21–15  |
| 4.  | MSV Hanau (N)                | 18  | 149:161 | 19–17  |
| 5.  | TV Jahn Gensungen            | 16  | 130:110 | 20–12  |
| 6.  | CT Hessen-Preußen Kassel (N) | 17  | 141:158 | 17–17  |
| 7.  | Spielverein 06 Kassel        | 18  | 150:146 | 16–20  |
| 8.  | SV Kurhessen Kassel          | 18  | 160:163 | 13–23  |
| 9.  | TuSpo 86/09 Kassel           | 18  | 125:151 | 13–23  |
| 10. | TV Kirchbauna                | 17  | 96:144  | 09–25  |

Ob die fehlenden drei Partien noch ausgetragen wurden, ist nicht bekannt.
| Legende |                                                           |
|         | Qualifikation Deutsche Feldhandball-Meisterschaft 1937/38 |
|         | Absteiger                                                 |
| (M)     | Titelverteidiger                                          |
| (N)     | Aufsteiger                                                |

### 1938/39
| Pl. | Verein                   | Sp.           | Tore          | Punkte        |
| --- | ------------------------ | ------------- | ------------- | ------------- |
| 1.  | SS Arolsen b (N)         | 16            | 164:940       | 29–30         |
| 2.  | MSV Hanau b              | 16            | 194:111       | 28–40         |
| 3.  | Spielverein 06 Kassel    | 16            | 153:139       | 17–15         |
| 4.  | TuSpo 86/09 Kassel       | 16            | 104:146       | 13–19         |
| 5.  | TuSpo Bettenhausen       | 16            | 081:100       | 12–20         |
| 6.  | CT Hessen-Preußen Kassel | 15            | 095:990       | 11–19         |
| 7.  | TV Kesselstadt b (N)     | 15            | 091:114       | 11–19         |
| 8.  | SV Kurhessen Kassel      | 16            | 128:148       | 11–21         |
| 9.  | TV Jahn Gensungen        | 16            | 085:144       | 10–22         |
| 10. | TV Wetzlar (M)           | zurückgezogen | zurückgezogen | zurückgezogen |

| Legende |                                                           |
|         | Qualifikation Deutsche Feldhandball-Meisterschaft 1938/39 |
|         | Absteiger                                                 |
| (M)     | Titelverteidiger                                          |
| (N)     | Aufsteiger                                                |

### 1939/40
| Pl. | Verein                      | Sp. | Tore   | Punkte |
| --- | --------------------------- | --- | ------ | ------ |
| 1.  | TuSpo Bettenhausen          | 13  | 115:75 | 20–60  |
| 2.  | TSV 1887 Niederzwehren (N)  | 13  | 65:71  | 20–60  |
| 3.  | TuSpo 1883 Wilhelmshöhe (N) | 13  | 129:86 | 17–90  |
| 4.  | CT Hessen-Preußen Kassel    | 13  | 123:82 | 016–10 |
| 5.  | TSV 1885 Harleshausen (N)   | 13  | 79:89  | 010–16 |
| 6.  | SV Kurhessen Kassel         | 13  | 56:102 | 07–19  |
| 7.  | TuSpo 86/09 Kassel          | 13  | 39:85  | 04–22  |
| 8.  | Spielverein 06 Kassel       | 7   | 36:52  | 04–10  |

| Pl. | Verein                         | Sp. | Tore  | Punkte |
| --- | ------------------------------ | --- | ----- | ------ |
| 1.  | TV 05 Hochelheim (N)           | 5   | 37:21 | 8–2    |
| 2.  | TV Holzheim 1885 (N)           | 5   | 33:26 | 6–4    |
| 3.  | TV Garbenheim (N)              | 4   | 15:26 | 4–4    |
| 4.  | TV Lützellinden (N)            | 5   | 33:41 | 4–6    |
| 5.  | TV Gut Heil Dornholzhausen (N) | 3   | 17:26 | 2–4    |
| 6.  | TV Katzenfurt (N)              | 4   | 10:50 | 02–6   |

Der SV 06 Kassel zieht sich nach der Hinrunde vom Spielbetrieb zurück, die ausgetragenen Partien verbleiben in der Wertung.
| Legende |                      |
|         | Qualifikation Finale |
|         | Absteiger            |
| (M)     | Titelverteidiger     |
| (N)     | Aufsteiger           |

Finale
|                                         | Gesamt |                                         | Hinspiel | Rückspiel |
| --------------------------------------- | ------ | --------------------------------------- | -------- | --------- |
| TSV Bettenhausen (Staffelsieger Kassel) | 21:13  | TV 05 Hochelheim (Staffelsieger Gießen) | 14:10    | 7:3       |

### 1940/41
Staffel Nord
| Pl. | Verein             | Sp. | Tore  | Punkte |
| --- | ------------------ | --- | ----- | ------ |
| 1.  | VfL Wilhelmshöhe   | 8   | 52:31 | 14–2   |
| 2.  | TuSpo Bettenhausen | 8   | 41:37 | 12–4   |
| 3.  | TuSpo Henschel     | 8   | 50:49 | 8-8    |
| 4.  | TuSpo Harleshausen | 8   | 57:41 | 4-12   |
| 5.  | CT Hessen-Preußen  | 8   | 27:58 | 2-14   |

Staffel Süd 1
| Pl. | Verein            | Sp. | Tore  | Punkte |
| --- | ----------------- | --- | ----- | ------ |
| 1.  | TV Hochelheim     | 10  | 74:42 | 16–4   |
| 2.  | TV Garbenheim     | 10  | 77:58 | 14–6   |
| 3.  | TV Dornholzhausen | 10  | 73:68 | 12–8   |
| 4.  | TV Kirchgöns      | 10  | 70:88 | 08–12  |
| 5.  | TV Lützellinden   | 10  | 47:56 | 05–15  |
| 6.  | TV Katzenfurt     | 10  | 81:94 | 05–15  |

Staffel Süd 2
| Pl. | Verein         | Sp. | Tore  | Punkte |
| --- | -------------- | --- | ----- | ------ |
| 1.  | TG 1837 Hanau  | 4   | 27:23 | 4–4    |
| 2.  | TV Kesselstadt | 4   | 21:23 | 4–4    |
| 3.  | VfL Bruchköbel | 4   | 19:21 | 4–4    |

Die wegen Punktgleichheit angesetzte einfache Runde gewann der TV Kesselstadt (Ergebnisse unbekannt).
Entscheidungsspiel Staffel Süd 1 – Staffel Süd 2
TV Hochelheim – TV Kesselstadt ?:?, Ergebnis unbekannt, Kesselstadt Sieger
Entscheidungsspiel Hessen
VfL Wilhelmshöhe – TV Kesselstadt 13:5 (8:3)